# Латвия на зимних Олимпийских играх 1924
Латвия принимала участие в Зимних Олимпийских играх 1924 года в Шамони (Франция), но не завоевала ни одной медали. Латвия впервые в своей истории принимала участие в Олимпийских играх как независимое государство.
Знаменосцем сборной Латвии был 26-летний лыжник Робертс Плюме. Кроме Плюме, в Шамони выступал ещё один латвийский спортсмен — 31-летний конькобежец Альбертс Румба.
Плюме (1897—1956) выступал на дистанциях 18 и 50 км, но на обеих не сумел добраться до финиша. Летом того же 1924 года Плюме выступил и на летней Олимпиаде в Париже в велогонках.
Конькобежец Румба (1892—1962) выступил во всех 5 проводившихся дисциплинах. Лучшего результата он добился в многоборье, заняв 7-е место. На дистанции 1500 метров Румба также вошёл в 10-ку лучших, уступив чемпиону Класу Тунбергу более 10 секунд.